# Il brutto anatroccolo (film 1997)
Il brutto anatroccolo è un film d'animazione del 1997 diretto da David Elvin, basato sull'omonimo racconto.

## Trama
Un'anatra schiude degli anatroccoli, ma l'ultimo anatroccolo di nome Agostino non è come gli altri. Causa a tutti solo guai involontariamente per i suoi modi di fare goffi e maldestri, motivo per cui lascia il suo nido natale.
Lungo la strada, incontra una topolina di nome Arruffatella, che è a sua volta scappata di casa per recitare in teatro. Durante il loro cammino, la coppia vive una serie di avventure: prima Agostino viene catturato in una fattoria vicina, dove viene accolto da una gallina ed un gatto; poi restano in cattività con un branco di lupi, e vengono ingannati da una volpe, che usa topolini orfani come "motore" per la produzione delle sue pentole con cui guadagna denaro, che cattura Arruffatella prima che Agostino la liberi, insieme agli altri topi.
Ben presto, crescendo, Agostino e Arruffatella si ritrovano in una compagnia teatrale composta da topi. Vedendo il talento di Arruffatella come attrice, i topi decidono di farle intraprendere la strada dello spettacolo, sua grande passione. All'inizio, Agostino non era necessario a teatro, ma Arruffatella lo convince comunque ad entrare a farne parte come aiutante. Durante lo spettacolo, Arruffatella lancia inavvertitamente il suo cappello verso la lampada e causa un incendio ma Agostino, che era il responsabile delle lampade, non riesce a domare le fiamme, facendo ardere tutto il teatro con tutti gli occupanti. Al risveglio, Arruffatella, che si trova nel bosco con il resto della troupe, nota che Agostino è scomparso e, nonostante alcuni dubbi che sia morto nell'incendio, inizia a cercarlo. Agostino nel frattempo, dopo essersi reso conto di quello che ha causato, vola nello stagno e incontra altri cigni, che gli fanno notare come il suo aspetto sia cambiato.
Poco dopo lui e Arruffatella si rincontrano e iniziano a sorvolare tutta la città, facendo rendere conto a tutti gli abitanti che Agostino sia diventato un bellissimo cigno, prendendosi la sua rivincita.